# Растянис, Гедиминас
Гедиминас Растянис (лит. Gediminas Rastenis, род. 25 апреля 1954, Паневежис) — советский и литовский шахматист, мастер спорта СССР (1976), международный мастер ИКЧФ (1987), заслуженный тренер Литовской ССР (1987).

## Биография
Выпускник Вильнюсского университета (1975 г.).
Многократный участник чемпионатов Литовской ССР и Литвы. Бронзовый призер чемпионата Литовской ССР 1983 г.
В составе сборной Литовской ССР участник Всесоюзной шахматной олимпиады 1972 г., Спартакиад народов СССР 1979 и 1983 гг.
В составе сборной Вильнюса победитель командных чемпионатов Литовской ССР 1973, 1975 и 1983 гг. и Спартакиады Литвы 1978 г. В составе команды Вильнюсской городской шахматно-шашечной школы победитель командных чемпионатов Литвы 1997, 1998 и 1999 гг.
Добился успехов в игре по переписке. Стал победителем чемпионата Литовской ССР по переписке (1972—1974 гг.). Победил в 26-м чемпионате Европы по переписке (1983—1989 гг.).
С 1976 г. (с перерывом на время работы в Уокигане в 1992—1995 гг.) работает тренером в Вильнюсской шахматно-шашечной школе. Наиболее известные ученицы — гроссмейстеры К. Багинскайте и В. Чмилите.
В 2008 г. был тренером женской сборной Литвы. Под его руководством сборная приняла участие в XXXVIII Олимпиаде (Дрезден, 2008 г.).

## Спортивные результаты
| Год                       | Город                   | Соревнование                                                                | + | − | = | Результат | Место         |
| ------------------------- | ----------------------- | --------------------------------------------------------------------------- | - | - | - | --------- | ------------- |
| 1971                      | Вильнюс                 | Чемпионат Литовской ССР                                                     | 6 | 5 | 5 | 8½ из 16  | 7—8           |
| 1972                      | Москва                  | Всесоюзная шахматная олимпиада (сборная Литовской ССР, 1-я юношеская доска) |   |   |   | 4 из 8    |               |
| 1974                      | Вильнюс                 | Чемпионат Литовской ССР                                                     | 4 | 3 | 8 | 8 из 15   | 9             |
| 1975                      | Вильнюс                 | Чемпионат Литовской ССР                                                     | 1 | 7 | 8 | 5 из 16   | 17            |
| 1976                      | Каунас                  | Чемпионат Литовской ССР                                                     | 2 | 7 | 5 | 4½ из 14  | 14—15         |
| 1978                      | Вильнюс                 | Чемпионат Литовской ССР                                                     | 2 | 9 | 6 | 5 из 17   | 17            |
|                           | Вильнюс                 | Чемпионат СССР среди молодых мастеров                                       | 1 | 9 | 5 | 3½ из 15  | 16            |
| 1979                      | Паневежис               | Чемпионат Литовской ССР                                                     | 2 | 4 | 9 | 6½ из 15  | 11            |
|                           | Москва                  | VII Спартакиада народов СССР (сборная Литовской ССР, 5-я доска)             | 5 | 0 | 3 | 6½ из 8   |               |
| 1980                      | Каунас                  | Чемпионат Литовской ССР                                                     | 0 | 3 | 2 | 1 из 5    | ---           |
|                           | Клайпеда                | Кубок Микенаса                                                              |   |   |   |           |               |
| 1981                      | Клайпеда                | Чемпионат Литовской ССР                                                     | 3 | 5 | 8 | 7 из 16   | 13            |
| 1983                      | Вильнюс                 | Чемпионат Литовской ССР                                                     | 5 | 2 | 8 | 9 из 15   | 3—4           |
|                           | Москва                  | VIII Спартакиада народов СССР (сборная Литовской ССР, ?-я доска)            |   |   |   |           |               |
| 1987                      | Вильнюс                 | Чемпионат Литовской ССР                                                     | 3 | 5 | 5 | 5½ из 13  | 8—9           |
| 1988                      | Вильнюс                 | Чемпионат Литовской ССР                                                     | 1 | 4 | 8 | 5 из 13   | 11—13         |
| 1999                      | Вильнюс                 | Чемпионат Литовской ССР                                                     | 3 | 2 | 5 | 5½ из 9   | 6—11          |
|                           | Берлин                  | Матч Берлин — Вильнюс (против М. Рихтера)                                   | 1 | 1 | 0 | 1 из 2    |               |
| 2000                      | Вильнюс                 | Чемпионат Литовской ССР                                                     | 2 | 1 | 6 | 5 из 9    | [ 16 ] [ 17 ] |
| 2005                      | Лиепая                  | Матч Латвия — Латвия (против А. Луцкана)                                    | 0 | 0 | 1 | ½ из 1    |               |
| СОРЕВНОВАНИЯ ПО ПЕРЕПИСКЕ |                         |                                                                             |   |   |   |           |               |
| 1972—1974                 | Чемпионат Литовской ССР | Чемпионат Литовской ССР                                                     | 7 | 1 | 7 | 10½ из 15 | 1—2           |
| 1983—1989                 | 26-й чемпионат Европы   | 26-й чемпионат Европы                                                       | 9 | 0 | 4 | 11 из 13  | 1             |

## Изменения рейтинга
| График не отображается по техническим причинам. Чтобы исправить это, воспроизведите график в новом формате, если это возможно. |